# فرودگاه کنانگا
فرودگاه کنانگا (به انگلیسی: Kananga Airport) (به زبان بومی: Aéroport de Kananga) یک فرودگاه همگانی با کد یاتا KGA است که یک باند فرود آسفالت دارد و طول باند آن ۲۲۰۰ متر است. این فرودگاه در کشور جمهوری دموکراتیک کنگو قرار دارد و در ارتفاع ۶۵۲ متری از سطح دریا واقع شده‌است.

## شرکت‌های هواپیمایی و مقصدهای پروازی
| شرکت‌های هواپیمایی | مقصدهای پروازی     |
| ----------------- | ------------------ |
| ایر کاسای         | ان دیلی، بویی مایی |
| Congo Airways     | ان دیلی، لوبوم‌باشی |